# Bassa Bergamasca

L'ex circondario di Treviglio della provincia di Bergamo comprendeva la bassa bergamasca

La Bassa Bergamasca, (Bàsa in dialetto bergamasco), o Pianura bergamasca è una zona geografica pianeggiante posta a sud della città di Bergamo nell'omonima provincia. Confina con le provincie di Brescia, Cremona e Milano.
È delimitata a nord dalla fascia collinare che si estende ad est ed ovest del capoluogo ivi compreso, a est dal fiume Oglio, a sud dalla provincia di Cremona, a nord ovest dal fiume Brembo e a sud ovest dall'Adda. La parte compresa tra Adda e Brembo fa infatti parte del territorio dell'isola bergamasca. La zona ha un'economia tipicamente agricola, anche se negli anni del secondo dopoguerra si è assistito ad un incremento della produzione industriale e una vivace attività terziaria.
I comuni non settentrionali della pianura bergamasca fanno parte: 14 della zona 1 della diocesi di Cremona e 5 del decanato di Treviglio dell'Arcidiocesi di Milano pertanto solo i comuni settentrionali fanno parte della diocesi di Bergamo, di cui 8 fanno parte dal 1787 e Pagazzano dal 1820.

## Geografia fisica

### Territorio

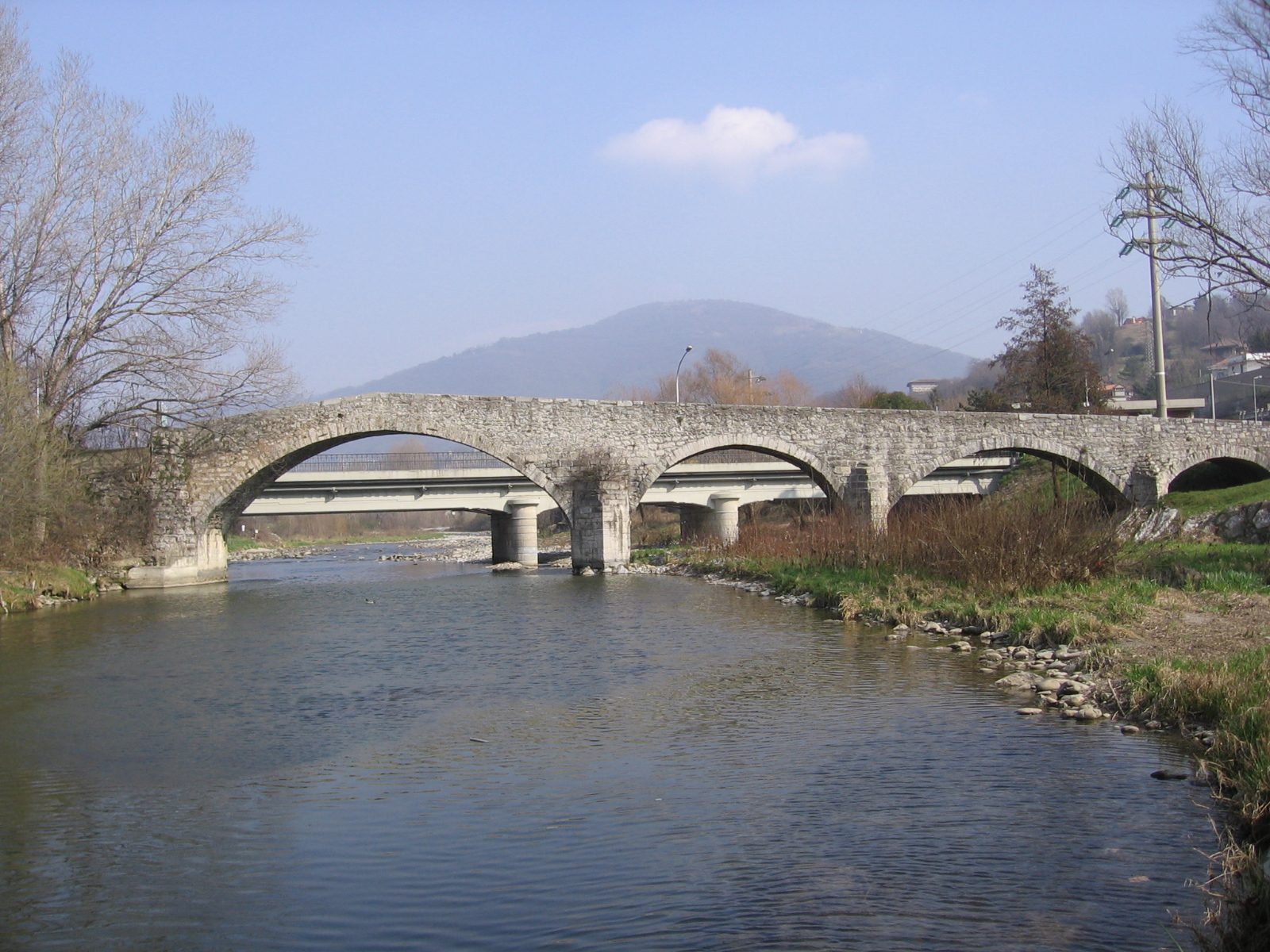
Serio

Comprende il territorio confinante a sud con il confine amministrativo della provincia di Cremona ed a nord con il confine naturale delle prealpi Bergamasche. Corrisponde alla media pianura, ovvero la fascia dei fontanili, compresa tra Adda ed Oglio ed attraversata dal Serio. Inoltre può essere incluso il territorio del comune di Cassano d'Adda sul lato bergamasco dell'Adda stesso, che, pur rientrando nella provincia di Milano, è linguisticamente bergamasco.

### Idrologia

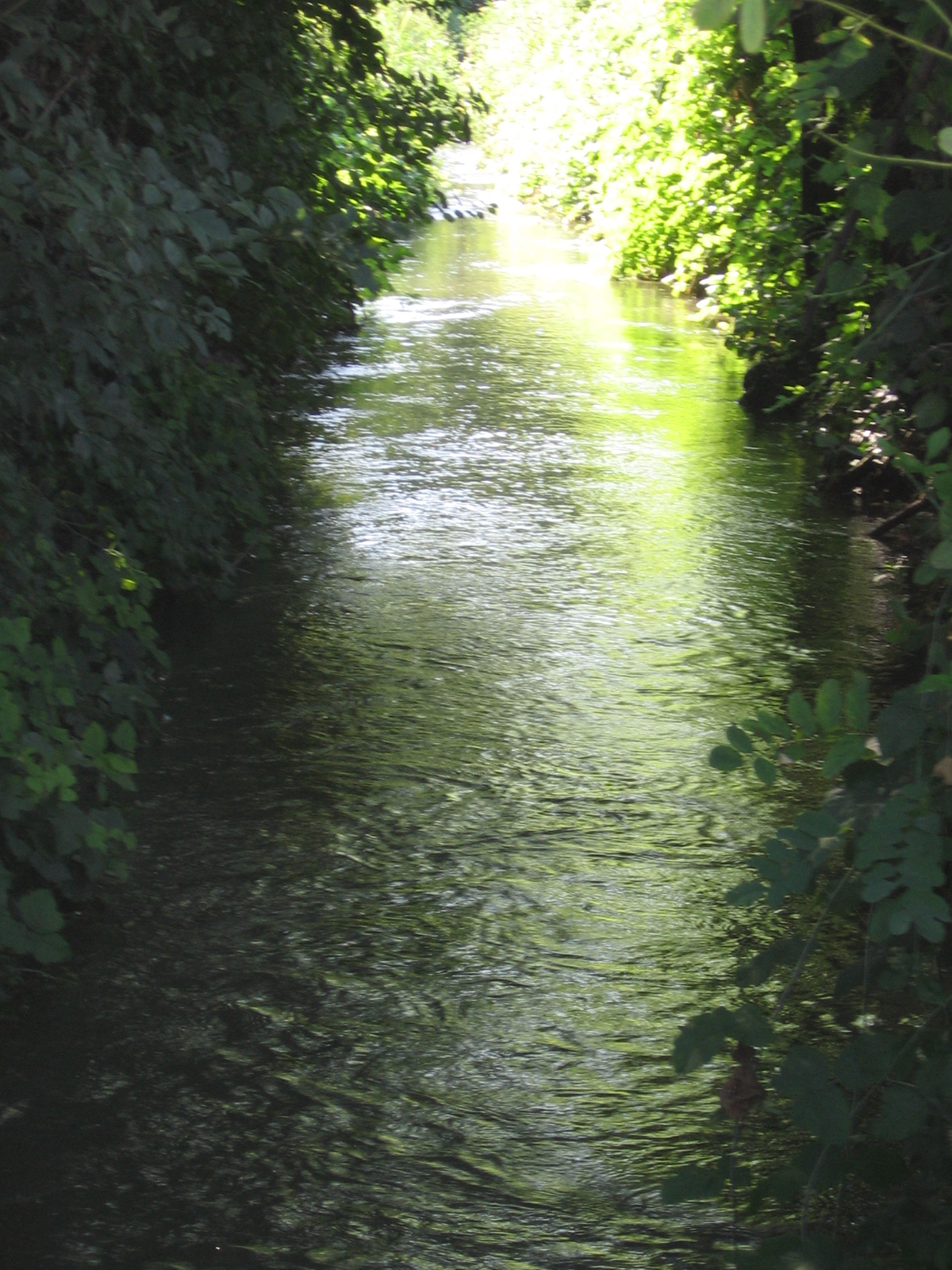
Fosso bergamasco

Il territorio è attraversato da ovest a est dal Fosso bergamasco, che un tempo segnava il confine tra il Ducato di Milano e la Repubblica di Venezia. Numerosi canali secondari, tra cui le rogge Moschetta e Vignola nel comune di Treviglio, si diramano da esso o nelle sue vicinanze.

### Sismologia
Dal punto di vista sismico presenta un rischio molto basso e distribuito in modo uniforme sul territorio. La zona è stata infatti quasi interamente classificata come zona 4 (bassa sismicità) dalla protezione civile nazionale. I Comuni di Calcinate, Ghisalba, Martinengo, Mornico al Serio e Urgnano sono in zona 3, mentre Calcio è in zona 2.
Dopo il terremoto in Emilia vi è una crescente attenzione per i comuni di Calcio, Fontanella, Pumenengo e Torre Pallavicina, posti nella parte orientale del territorio e quindi più esposti al rischio sismico.

### Clima
Il clima della Bassa Bergamasca è quello tipico della Pianura Padana: le estati sono lunghe e umide (ciò aumenta ancor più la sensazione di calore, venendosi a creare l'afa), mentre l'inverno è freddo, con frequenti nebbie (anche se il trend del primo ventennio degli anni 2000 la vede in diminuzione).

### Estensione territoriale e comuni
Il territorio comprende 52 comuni, così ripartiti
- Bassa Bergamasca Occidentale: Arcene, Arzago d'Adda, Bariano, Boltiere, Brignano Gera d'Adda, Calvenzano, Canonica d’Adda, Caravaggio, Casirate, Castel Rozzone, Ciserano, Cologno al Serio, Fara Gera d'Adda, Fornovo San Giovanni, Levate, Lurano, Misano di Gera d’Adda, Morengo, Mozzanica, Pagazzano, Pognano, Pontirolo Nuovo, Spirano, Treviglio, Urgnano, Verdellino, Verdello.
- Bassa Bergamasca Orientale: Antegnate, Bagnatica, Barbata, Bolgare, Calcinate, Calcio, Cavernago, Cividate al Piano, Cortenuova, Costa di Mezzate, Covo, Fara Olivana con Sola, Fontanella, Ghisalba, Isso, Martinengo, Mornico al Serio, Palosco, Pumenengo, Romano di Lombardia, Telgate, Torre Pallavicina.

## Storia

### Antichità

#### Origini
I primi nuclei abitativi Celto-Liguri si insediarono sul territorio bergamasco nel II-III millennio a.C. penetrando dalle regioni di Reno e Danubio. Il comune di Calcinate, di origine celtica, risale al III secolo a.C..

#### Romani
I Romani conquistarono il territorio bergamasco nel 197 a.C. facendone un distretto ai confini dell'impero d’importanza sia strategica che commerciale.
Fu posta in atto la centuriazione, suddividendo la campagna in poderi di eguale estensione disposti a scacchiera. La presenza del dominio romano è stata rintracciata in molti comuni della bassa bergamasca; nei toponimi, con resti archeologici e con le tracce della centuriazione.
Di origine romana sono: Antegnate, Calcio, Cavernago, Ciserano, Cividate, Cortenuova, Fornovo San Giovanni, Ghisalba, Mornico al Serio, Palosco, Pontirolo (odierne Pontirolo Nuovo e Canonica d'Adda), Telgate, Torre Pallavicina.

### Medioevo

#### Invasioni barbariche e longobardi
La fine dell’Impero romano d'occidente avviò il periodo delle invasioni barbariche con invasioni di Visigoti ed Unni prima, e poi di Alemanni e Ostrogoti. Infine vennero i Longobardi di Alboino, che tra 568 e 569 calarono sul territorio, insediandosi. Bergamo divenne sede di uno dei più importanti ducati settentrionali del Regno d'Italia, nella bassa furono fondate le Fare: Fara Gera d'Adda e Fara Olivana fondate da nuclei di guerrieri ma anche altri centri quali Martinengo e Pumenengo.
I Longobardi riorganizzarono il territorio cittadino nel sistema curtense, diviso in curtis.

#### Periodo comunale

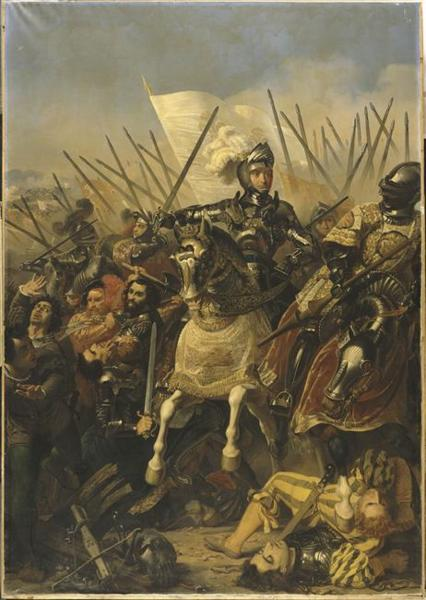
battaglia di Agnadello

Tra XI e XII secolo, le campagne della bassa goderono di una marcata fase di crescita, si formarono strutture produttive e le cascine a corte che diventeranno i tratti tipici del paesaggio rurale.
Il periodo comunale vide Bergamo e i paesi della bassa bergamasca al centro di numerose dispute tra le opposte fazioni guelfe e ghibelline, che spesso degeneravano in cruenti scontri: a tal riguardo sorsero numerose fortificazioni difensive in tutti i territori comunali.
I territori della bassa bergamasca orientale sono stati anche palcoscenico di numerose battaglie, come la battaglia di Cortenuova, tra Federico II e la Lega lombarda, mentre quelli della bassa bergamasca occidentale delle battaglia di Caravaggio, del sacco di Treviglio il giorno prima della battaglia di Agnadello e la stessa città fu risparmiata dalle truppe francesi nel 1522 dal miracolo della Madonna delle lacrime.
Di epoca carolingia è il comune di Barbata, mentre Romano è di epoca comunale.

### Età moderna
Tra i mille della bassa bergamasca abbiamo:

1. Francesco Buttinoni (Treviglio, 16 giugno 1828), residente a Isso, fittabile
2. Luigi Bonacina (Martinengo, 13 giugno 1841 - Milano, 20 ottobre 1864), morto all'Ospedale Fate Bene Fratelli di Milano
3. Giovanni Battista Boschetti (Covo, 19 agosto 1842), farmacista
4. Angelo Giuseppe Cattaneo (Antegnate, 3 aprile 1842 - Tagliuno, 7 agosto 1867)
5. Luigi Alberto Colombi (Misano di Gera d'Adda, 24 agosto 1839 - Crema, 1870), medico
6. Giovanni Defendi (Lurano, 3 ottobre 1834), portinaio
7. Carlo Donati (Treviglio, 1835 - Milano, 4 gennaio 1865)
8. Giovanni Antonio Esposito Merli Deluviani (Treviglio, 9 luglio 1839), scrivano
9. Emilio Gritti (Cologno al Serio, 2 dicembre 1843), tenente nel regio esercito
10. Giovanni Maggi (Treviglio, 2 novembre 1841), meccanico
11. Pietro Samuele Marchesi (Covo, 5 luglio 1836 - Golasecca, 22 luglio 1871)
12. Stefano Giuliano Messaggi (Milano, 21 maggio 1840 - Custoza, 24 giugno 1866), luogotenente nei granatieri, era di famiglia trevigliese morì durante la battaglia di Custoza, pluridecorato.
13. Mansueto Ramponi (Canonica d'Adda, 22 dicembre 1838), operaio
14. Giovanni Saranga (Calcio, 7 agosto 1837 - Fontanella, 4 gennaio 1882), residente ad Antegnate
15. Carlo Scotti (Verdello, 30 giugno 1837), notaio, ha vissuto a Treviglio

I territori della bassa bergamasca orientale che si trovavano nelle terre di confine, furono sottomessi a Milano e a Venezia, tra la pace di Ferrara del 1428 e quella di Lodi del 1454. Siccome questi borghi fortificati, risultavano strategici per la difesa sia della terraferma veneziana che di Milano, ricevevano un trattamento privilegiato, rispetto al resto del territorio, potendosi rapportare direttamente col Doge o col Duca, senza passare attraverso gli istituti locali, di tradizione comunale. Romano e Martinengo, per ogni affare si rivolgevano al potere centrale, e godevano di notevoli esenzioni e favori. Parimenti Treviglio nel lato occidentale era terra separata del Ducato di Milano ed esigeva il traverso cioè il pagamento per tutte le merci in transito. Vantava un'estesa rete di canalizzazione dal 1300 di cui approfittava deviando anche le acque dei comuni posti più ad ovest che crearono in epoca successiva una propria rete autonoma.
La dominazione veneta durò fino al 1797, anno nel quale vi subentrò la repubblica Cisalpina unificando nel 1798 al dipartimento del Serio i due lati del fosso bergamasco che aveva diviso la repubblica di Venezia a nord e la Calciana e la Gera d'Adda nel ducato di Milano a sud.
Con la promulgazione della costituzione della prima repubblica Cisalpina, termina l’esperienza di autogoverno cittadino della repubblica Bergamasca a nord e il territorio viene a dipendere direttamente da Milano.

### Epoca contemporanea
Con il Congresso di Vienna, nel 1815, fu ripristinata la dominazione austriaca che pose in essere nuove strutture amministrative non dissimili da quelli precedenti l'epoca napoleonica.
Nel 1859 la provincia bergamasca, entrò a fare parte del regno di Sardegna per divenire nel 1861 regno d'Italia.
Alla spedizione dei Mille avevano preso parte una quindicina di residenti nella bassa bergamasca, tra cui sei della sola Treviglio, meno del capoluogo ma molto più alto che nel resto del paese.
Da quel momento i comuni della bassa bergamasca hanno visto la progressiva trasformazione del territorio, divenendo con il secondo dopoguerra maggiormente industrializzati e col volgere del secolo centri di servizi.

## Monumenti e luoghi d'interesse

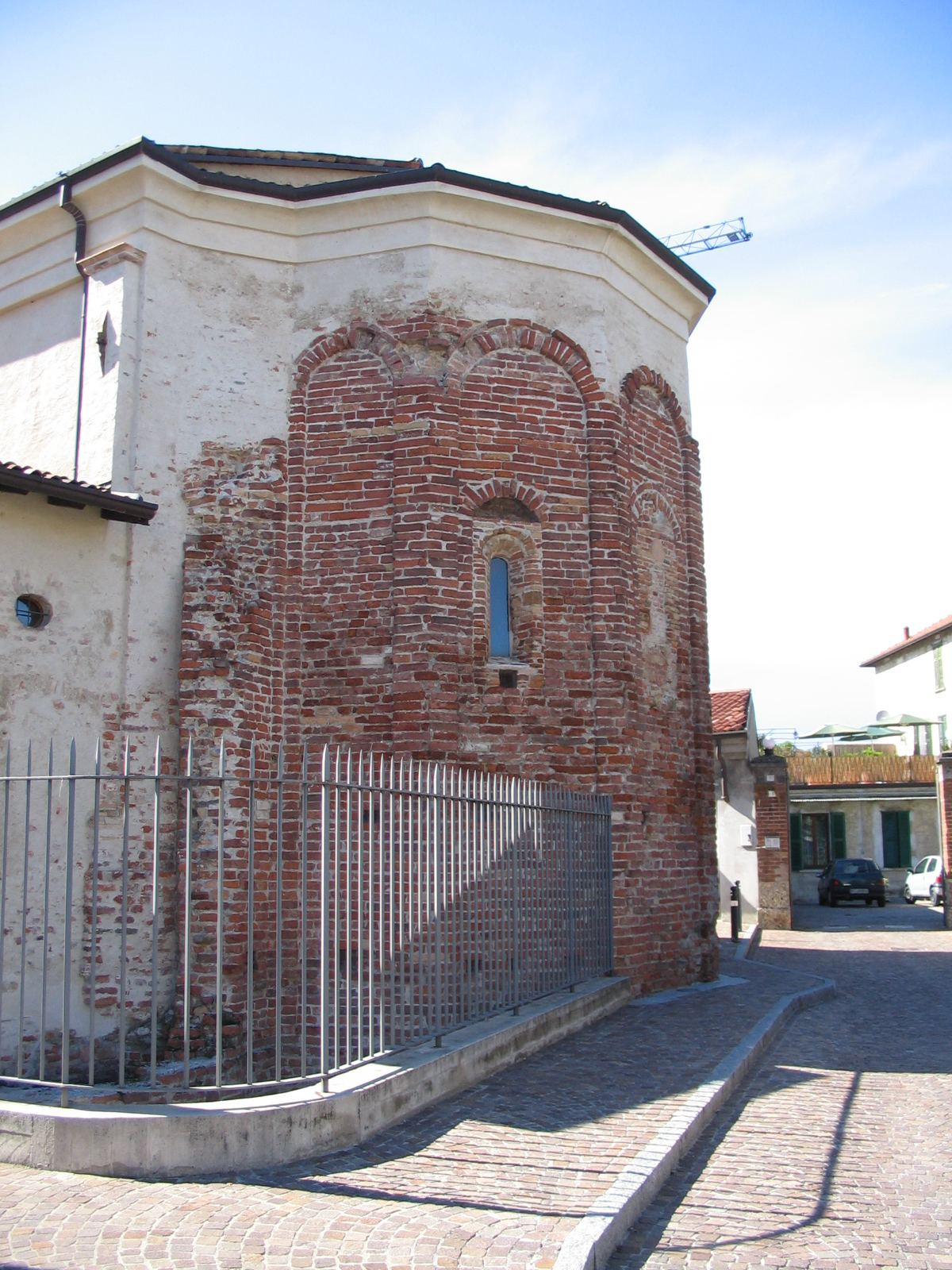
Basilica Autarena di Fara Gera d'Adda

### Architetture religiose
Abbiamo diverse tipologie di chiese:

#### Basiliche
- Basilica Autarena di Fara Gera d'Adda
- Basilica di San Martino e Santa Maria Assunta a Treviglio
- Basilica di San Defendente a Romano di Lombardia

#### Chiese
- Chiesa della Beata Vergine Addolorata di Mornico al Serio
- Chiesa di San Rocco a Martinengo

#### Conventi e monasteri
- Convento dell'Incoronata a Martinengo
- Ex monastero di Santa Chiara a Martinengo

#### Parrocchiali
- Chiesa dei Santi Fermo e Rustico a Caravaggio
- Chiesa arcipretale di San Vittore a Calcio
- Chiesa dei Santissimi Pietro e Paolo a Pumenengo
- Chiesa del Santissimo Nome di Maria nella frazione Geromina di Treviglio
- Chiesa di Sant'Alessandro a Fara Gera d'Adda
- Chiesa di San Bernardo a Castel Rozzone
- Chiesa di San Giovanni a Telgate
- Chiesa di San Giovanni evangelista a Canonica d'Adda
- Chiesa di San Lorenzo a Ghisalba
- Chiesa di San Michele ad Antegnate
- Chiesa di San Michele Arcangelo a Pontirolo Nuovo
- Chiesa di San Pietro Apostolo a Treviglio
- Chiesa di San Zeno a Treviglio
- Chiesa di Sant'Andrea a Mornico al Serio
- Chiesa di Santa Maria Annunciata a Treviglio
- Chiesa di Santa Maria Assunta a Calcinate
- Chiesa di Santa Maria Assunta e San Giacomo a Romano di Lombardia
- Chiesa di Santa Maria in campagna a Torre Pallavicina
- Chiesa prepositurale di Sant'Agata a Martinengo

#### Santuari
- Santuario di Santa Maria Annunciata a Verdello
- Santuario di Santa Maria del Fonte presso Caravaggio
- Santuario della Basella, frazione di Urgnano
- Santuario della Beata Vergine del rosario di Antegnate
- Santuario della Madonna dei campi a Brignano Gera d'Adda
- Santuario della Madonna dell'olmo a Verdellino
- Santuario della Madonna della fiamma a Martinengo
- Santuario della Madonna della fontana a Romano di Lombardia
- Santuario della Madonna della rotonda a Pumenengo
- Santuario della Madonna delle Lacrime a Treviglio
- Santuario della Madonna delle Lacrime di Arcene
- Santuario della Madonna delle quaglie a Lurano

#### Altro
- Duomo di Urgnano

### Architetture civili
- Filandone di Martinengo
- Palazzo Colleoni a Cortenuova
- Palazzo della ragione a Romano di Lombardia
- Palazzo Gallavresi a Caravaggio
- Palazzo Giovanelli a Morengo
- Palazzo Rubini a Romano di Lombardia
- Palazzo Sauli Scassi a Pumenengo
- Palazzo Terzi Dolci a Mornico al Serio

### Architetture militari
- Castello Barbò a Pumenengo
- Castello di Cavernago
- Castello di Malpaga nell'omonima frazione del comune di Cavernago
- Castello di Martinengo
- Castello Marenzi a Telgate
- Castello di Pagazzano
- Castel Liteggio, presso l'omonima frazione di Cologno al Serio
- Castello Secco Oldofredi a Calcio
- Castello Silvestri a Calcio
- Palazzo Visconti a Brignano Gera d'Adda
- Rocca di Cividate al Piano
- Rocca viscontea di Romano di Lombardia
- Torre di Tristano o Pallavicina a Torre Pallavicina

## Società

### Lingua e dialetti
Il bergamasco è un dialetto lombardo: in particolare appartiene al gruppo dei dialetti lombardo orientali, insieme al bresciano, all'alto mantovano, al cremasco o alto cremonese e al trentino occidentale; e differisce dal dialetto bergamasco del nord per la maggiore presenza di termini di origine bresciana, milanese, o in misura minore cremonese.

### Religione
La religione maggiormente praticata è quella cattolica; gli stranieri invece sono in prevalenza sikh, musulmani e induisti. Sul territorio esistono anche diversi nuclei di Testimoni di Geova: nel comune di Treviglio sorge un centro di ritrovo e preghiera per fedeli di quest'ultimo credo, che attrae persone anche dalle province vicine.

#### Cattolicesimo

##### Parrocchie
Attualmente, oltre ai capoluoghi dei vari comuni che compongono il territorio, sono sede di parrocchia anche alcune altre località o frazioni. Esse sono:
- Zona Nord di Treviglio (comprende anche la frazione Battaglie);
- Zona Est di Treviglio o quartiere del Conventino;
- Zona Nord-est di Treviglio o quartiere di San Zeno;
- Frazione Geromina di Treviglio (comprende anche la frazione Castel Cerreto).

## Cultura

### Patrimoni dell'umanità UNESCO
Il villaggio operaio di Crespi d'Adda frazione del comune di Capriate San Gervasio per il suo rilievo architettonico fu inserito nel 1995 tra i patrimoni dell'umanità dell'UNESCO. In origine il territorio su cui sorse Crespi e il villaggio stesso per i primi anni dopo la sua realizzazione (fine ottocento) fece parte del comune di Canonica d'Adda da cui si separò in seguito per evidenti problemi logistici (es. funerali) anche per interessamento della famiglia Crespi stessa e del comune di Capriate. Attualmente comunque si trova nelle immediate vicinanze del territorio della Bassa Bergamasca, pur facendo parte dell'Isola bergamasca.

## Geografia antropica

### Urbanistica
La Bassa è caratterizzata da una vasta pianura, territorio che permette lo sviluppo di numerose aziende agricole. Le colture tipiche sono il granoturco e il frumento. La pianura è molto fertile grazie alla risorsa naturale dei fontanili e all'opera dell'uomo che ha scavato fossi e canali per distribuire in modo più uniforme l'acqua.
La costruzione tipica della zona è la cascina, alcune risalenti al tardo XIX secolo. Le città più antiche sono di origine romana, ma la maggior parte dei paesi è di origine medievale, visibili da caratteristiche comuni: un centro cittadino, costituito dalla piazza, solitamente di fronte alla parrocchia. Le vie si irradiano uniformemente dalla piazza centrale. All'esterno della città ci sono le cascine, circondate a loro volta da ettari di terreno.

## Economia
Il comprensorio bassa bergamasca rappresenta un'area caratterizzata da forti trasformazioni socio-economiche che negli ultimi 20 anni stanno comportando modifiche radicali del territorio, che sta passando da forte vocazione industriale/artigianale a maggiore diversificazione produttiva: permangono industria e artigianato, ma compare anche la valorizzazione di produzioni agricole tipiche - melone di calvenzano, salame bergamasco e mozzarella di bufala.

## Infrastrutture e trasporti
Tra le tranvie storiche avevamo: la Bergamo-Soncino, la Fornaci-Treviglio-Caravaggio, la Monza-Trezzo-Bergamo e la Lodi-Treviglio-Bergamo.

### Strade
Il territorio è attraversato dalla autostrada Brescia Milano A35 Brebemi con 5 caselli Calcio, Romano di Lombardia, Bariano, Caravaggio e Treviglio; dalle strade statali: 11, 42, 472, 498, 525, 591 e dalle strade provinciali: 98, 103, 104, 105, 122, 184, e 185.
Tra le più importanti opere in corso di progettazione abbiamo l'interconnessione Pedemontana BreBeMi, la quale partirà da Osio Sotto, per terminare nel comune di Treviglio.

### Autostrade
I caselli autostradali nel territorio sono:
- autostrada A35, casello di Bariano
- autostrada A35, casello di Calcio
- autostrada A35, casello di Caravaggio
- autostrada A35, casello di Romano di Lombardia
- autostrada A35, casello di Treviglio
- autostrada A4, casello di Grumello - Telgate

È in fase progettuale il Raccordo tra BreBemi e Pedemontana, cioè un tratto autostradale tra Treviglio e Bergamo, di cui si occupa Autostrade Bergamasche S.p.A..

### Ferrovie
Per quanto riguarda il trasporto ferroviario, il territorio è attraversato dalle linee Milano-Venezia, Treviglio-Bergamo e Treviglio-Cremona. Treviglio e Caravaggio sono dotate entrambe di due stazioni. Per la prima città, esse sono Treviglio, sulla Milano-Venezia e che funge da capolinea per le linee dirette a Bergamo e a Cremona, e Treviglio Ovest, che si trova sulla Treviglio-Bergamo. Per quanto riguarda Caravaggio, le due stazioni sono: Caravaggio, sulla Treviglio-Cremona, e Vidalengo, sulla Milano-Venezia.
Sulla Milano-Venezia sono presenti anche le stazioni di Romano, di Morengo-Bariano e di Cividate al Piano-Calcio. Sulla Treviglio-Bergamo sono presenti quella di Arcene e quella di Verdello.
Sono quattro i ponti ferroviari presenti nel territorio della Bassa, tutti situati sulla Milano-Venezia: due sull'Adda, uno sul Serio ed uno sull'Oglio.

### Aeroporti e porti
Scali di una certa importanza e prossimi alla Bassa Bergamasca sono quelli di:
- Orio al Serio – Bergamo
- Montichiari - Brescia
- Milano Linate

ben collegati sia dal punto di vista nazionale che internazionale.
I porti fluviali più vicini sono quelli nella parte inferiore del fiume Adda.

## Sport

### Calcio

#### Serie A
Tra i calciatori più significativi abbiamo Giacinto Facchetti, originario di Treviglio, capitano della nazionale italiana a vincere il primo campionato europeo e l'allenatore e calciatore Giovanni Trapattoni dal lato paterno è originario di Barbata. Quale capitano, per due partite, Riccardo Montolivo cresciuto a Caravaggio.
Tra i calciatori in nazionale abbiamo anche: Giuseppe Casari di Martinengo, mentre tra gli allenatori Luigi Tentorio di Telgate.
A Zingonia ha ufficialmente sede col centro sportivo Bortolotti la società calcistica Atalanta.

#### Serie D
- In serie D: la Virtus Bergamo 1909 e l'Unione Sportiva Dilettantistica Caravaggio. La squadra che vanta il maggior numero di presenze è la Trevigliese.

#### Eccellenza
- In Eccellenza nel girone B, abbiamo: la C.S. Trevigliese A.S.D. e l'A.S.D. Zingonia Verdellino;
- In Eccellenza nel girone C, abbiamo: l'A.S.D. Calcio Romanese, l'A.S.D. Forza e Costanza 1905 e l'A.S.D. Telgate S.I.R..